# Mate Balota

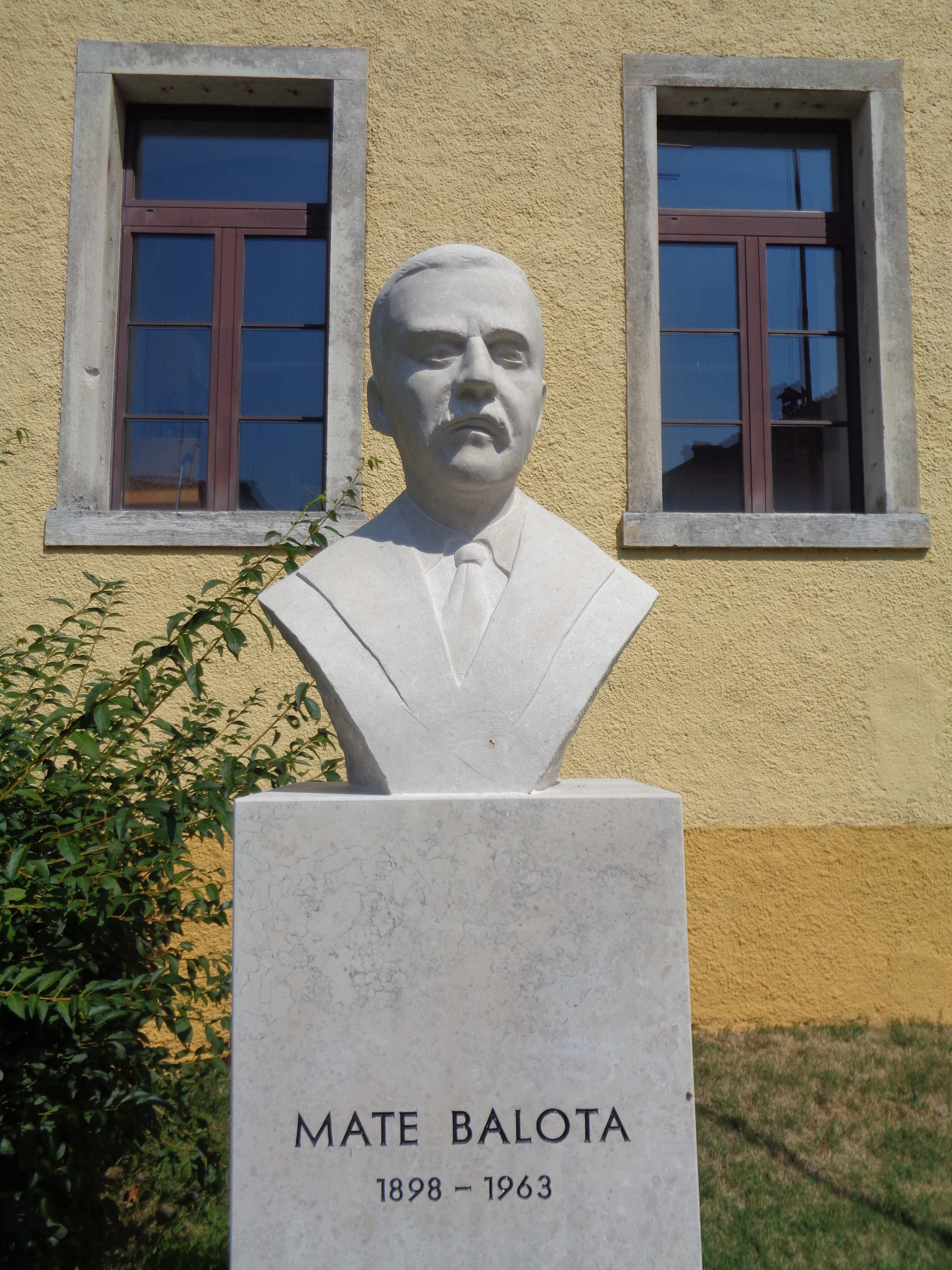
Büste von Mate Balota in Žminj, Gespanschaft Istrien, Kroatien

Mate Balota (* 28. September 1898; † 17. Februar 1963) war ein jugoslawischer Akademiker, Wissenschaftler und Schriftsteller.

## Leben
Mate Balota wurde am 28. September 1898 im istrischen Dorf Rakalj, Gemeinde Marčana, als Mijo Mirković geboren. Nach Beendigung des Gymnasiums in Pazin erlebte Balota das Ende der österreichisch-ungarischen Monarchie in Pula, wo er als Journalist und Redakteur bei der Zeitung Hrvatski List arbeitete. Später studierte er Slavistik und Philosophie in Zagreb und Belgrad. Er interessierte sich auch für Sozial- und Wirtschaftswissenschaften, die er ab 1923 in Deutschland (Berlin und Frankfurt am Main) studierte und mit dem Doktortitel abschloss. Zwischen den beiden Weltkriegen war er Professor an der Fakultät für Rechtswissenschaft in Subotica und Professor der Hochwirtschaftshandelsschule in Belgrad und von 1945 bis zu seinem Tod Professor der Hochwirtschaftshandelsschule in Zagreb. Er veröffentlichte mehrere Bücher, wissenschaftliche Studien und Artikel in den Bereichen der Wirtschaft, Volkswirtschaft, Planung, Landwirtschaft, Theorie und ausländischen Handels- und kroatischen Kulturgeschichte, von denen viele Pionierarbeiten in bestimmten wissenschaftlichen Bereichen sind.
In den 1930er Jahren widmete er sich unter seinem Pseudonym Mate Balota mehr und mehr der Lyrik. Wegen seiner Ideologie kam er wiederholt ins Gefängnis.

## Werke
- 1931 – Handel und Innenpolitik
- 1932 – Außenwirtschaftspolitik
- 1936 – Industriepolitik
- 1938 – Edelstein
- 1938 – Flacius
- 1946 – Enges Land
- 1950 – Die Wirtschaftsstruktur von Jugoslawien 1918–1941
- 1952 – Die Landwirte im Kapitalismus
- 1960 – Matthias Flacius